# Mulheres que foram à luta armada
Mulheres Que Foram à Luta Armada é um livro do jornalista Luiz Maklouf Carvalho, Prêmio Jabuti de Jornalismo de 1999.
Lançado pela Editora Globo em 1998, o livro conta, através de dezenas de entrevistas e garimpagem de documentos, a história de mulheres de todos os tipos sociais e organizações que pagaram em armas contra o regime militar nos Anos de Chumbo da Ditadura Militar Brasileira e discute um ponto fundamental em todas elas, o comportamento diante das torturas a que foram submetidas. O livro traz à tona um "fantasma" da época, a morte acidental e enterro clandestino de uma simpatizante da guerrilha em 1968, um assunto "tabu" entre as organizações de esquerda até hoje.
Entre outras, dão depoimento ao livro conhecidas ex-militantes sobreviventes de organizações clandestinas, presas políticas e exiladas como Dulce Maia e Renata Guerra de Andrade, as primeiras guerrilheiras da VPR, Sônia Lafoz, Vera Silvia Magalhães, as duas participantes de sequestros de embaixadores no Rio de Janeiro, Lúcia Murat, do MR-8 e hoje cineasta, Maria do Carmo Brito, a primeira mulher a comandar uma organização guerrilheira na América Latina, Nancy Mangabeira Unger, irmã do ex-ministro de Assuntos Estratégicos do governo Lula, filósofo e professor da Universidade de Harvard Roberto Mangabeira Unger, banida do Brasil em 1971, Damáris Lucena, Maria Aparecida Costa, Áurea Moreti, Lídia Guerlenda e muitas outras.